# Philippe Ier (abbé de Clairvaux)
Pour les articles homonymes, voir Philippe.
Philippe Ier abbé de Clairvaux ou Philippe de Bouchalampe religieux français du XIIIe siècle abbé de Clairvaux de 1262 à 1273, nommé évêque de Saint-Malo en 1263-1264.

## Biographie

### Abbé de cistercien
Philippe de Bouchalanpe est un religieux de l'ordre de Citeaux successivement
- chanoine et official du Mans,
- abbé de Foucarmont puis
- abbé de Clairvaux de 1262 à 1273.

### L'évêché de Saint-Malo
Après la mort de l'évêque de Saint-Malo Nicolas de Flac le 11 octobre 1262 le chapitre de chanoines se divise sur le choix de son successeur. Les deux parties s'en remettent au Pape Urbain IV qui désigne comme évêque  Philippe de Bouchalampe par un bref expédié d'Orvieto le 18 octobre 1263. Ce dernier se rend à Rome et implore le Souverain pontife de recevoir sa démission.
Le Pape lui donne finalement son accord  mais comme il avait reçu l'ordre d'accepter l'évêché sous peine d'excommunication il fallut qu'une bulle pontificale spéciale soit fulminée le 7 mars 1264 pour l'absoudre.

### Retour à la vie monacale
L'abbé Philippe Ier retourne ensuite dans son monastère.